# GStreamer
GStreamer – framework multimedialny napisany w C. Służy jako serwer dla aplikacji multimedialnych takich jak edytory audio i wideo czy odtwarzacze multimedialne.
Gstreamer jest multiplatformowy, dzięki czemu potrafi działać m.in. w systemach Linux (x86, PowerPC i ARM), Solaris (x86 i SPARC), Mac OS X, Microsoft Windows i OS/400. GStreamer jest wolnym oprogramowaniem rozwijanym na licencji GNU Lesser General Public License.
GStreamer powstał głównie dla środowiska GNOME. Jest jego integralną częścią od wydania wersji GNOME 2.2 i zachęca się autorów aplikacji napisanych dla GNOME lub w GTK do używania go.
Aplikacje pracujące pod środowiskiem KDE korzystają z GStreamera za pomocą frameworka o nazwie Phonon.
GStreamer jest wykorzystywany także w urządzeniach przenośnych jak w środowisku Maemo dla Nokii, które zostało użyte w Nokii 770 i jej następcy, Nokii N800.

## Historia
Projekt został założony w 1999 roku przez Erika Walthinsena, który miał wiele pomysłów zaczerpniętych z projektu badawczego z Uniwersytetu w Oregonie. Do projektu dołączył Wim Taymans i wielu innych. Logo GStreamera zostało zaprojektowane przez Brocka A. Fraziera, pracującego w tym czasie dla firmy RidgeRun. Firma ta została pierwszym sponsorem GStreamera w formie wypożyczenia Erika Walthinsena, aby mógł on rozwijać GStreamera dla potrzeb mniejszych urządzeń (np. telefony komórkowe).